# パトリック・ハーラン
パトリック・ハーラン（Patrick Harlan、1970年11月14日 - ）は、アメリカ合衆国コロラド州コロラドスプリングス出身（出生地はモンタナ州）のお笑い芸人。身長184cm、血液型O型。所属事務所はハブ・マーシー。福井県のアマチュア劇団出身。
役者志望だったこともあり俳優や声優としても活躍している。流暢な日本語を生かしDJやMC、ナレーターもこなし、吉田眞とお笑いコンビ「パックンマックン」を結成する。「パックン」として日本語ではボケ、英語ではツッコミを担当。

## 経歴

### 生い立ち
アメリカ空軍の元士官であった父のもとにモンタナ州で生まれ、父の転勤に伴いアラバマ州、イリノイ州に移った。姉と弟がいる。パックンが7歳の時に両親が離婚しており、当初は姉も住んでいたが、その後に母に引き取られた。その後、父からの養育費の支払いが滞り、生活が苦しくなったという。
母子家庭で育ったため家計が貧しく、生活保護を受けていたが、屈辱的な扱いを受けたこともあった。綺麗に映るテレビがなく、お金のかかる趣味やスポーツもできなかったことから読書が趣味になり、それが優秀な学力に結びついたと語っている。10歳からハイスクール卒業まで8年間、新聞配達などのアルバイトをして家計を助けていた。
配達軒数をどんどん増やし、中学時代は125軒、高校時代は最大440軒ほど配達した。アメリカは広く、車がないと生活できないためほとんどの人が16歳で運転免許を取る。パックンも16歳で取り16万円の中古車を買った。それ以降は、毎朝３時半頃に起き、近所は自転車、ほかは車で配り、高校の廊下で仮眠してから授業を受けていた。
ハイスクール時代には水泳部や演劇部に、大学時代はグリークラブに所属していた。役職は部長。初めての来日は在籍していたこのグリークラブが日本公演を行った時だった。学生時代には、やりたかったアメリカンフットボールはお金がかかり出来なかった事や、父親が練習や試合に関わるのが当たり前なアメフトであるが、その父親もいなかったこともあり、お金のかからない床体操、板飛込み、バレーボール、陸上競技、自転車などをやり、かなりの活躍ができたという。
17歳の夏、母が交通事故に遭い、顔と両膝、背中を大けがして入院した。母はパックンの代わりに新聞配達をしていた。この時パックンは数学コンクールで準優勝し、数学キャンプに参加できることになり、母に2週間代わりをお願いしていた。連絡を受けて、すぐさま車を飛ばしてコロラド州に戻ったが、強い罪悪感に襲われ、『もっとしっかり母を守らなくては』という思いをさらに強くした。
ハーバード大の入試の面接を受験した。アメリカの大学は総合評価であり、勉強以外にも、課外活動や人間性まで合否の判断材料にされる。ハーバード大に補欠合格し、面接官の強い推薦で合格した。当時の倍率で20倍という狭き門であり、入学を許可されたときは大喜びしたという。
高校時代はシナリオコンテストで入賞するくらい文章力には自信があったが、同じ補講を受けている学生の論文が信じられないほどの出来であり、講義の手本に使われていた。さらにこの手本は参加していたグリークラブ（合唱団）の同級生が書いたもので本人からも自慢され、心底悔しかったという。
逆に、数学は点数が良かったために、レベルの高すぎる講義を取らされ、イスラエル人の先生の英語も聞き取りにくく、人生で初めて『これは無理』と感じた。高校までは上位1％に入るほどの優秀な成績で首席で卒業したが、ハーバード大では自分以上に優秀な生徒ばかりが通っていることに衝撃を受け、「自分が得意なこと」「自分が不得意なこと」を考えて取捨選択することの大切さを学んだという。
数学の講義はレベルを変更できなかったためあきらめて、2年で専攻を決める際、文系を選んだ。小さい頃から異文化が好きで、各国の神話や伝説などにも興味があったため、先輩のすすめもあり『比較宗教学』を専攻した。同学年約1600人のうち、この専攻を選んだのはたったの8人。論文の講義には励み、最終的には、自身の卒業論文が広く手本として使われるまでになった。

### 日本へ
1993年にハーバード大学（比較宗教学専攻）卒業後、当時日本に留学中だった中学時代の友人に誘われ来日。日本語学習の始まりとしては、来日の移動中に「日本に来る飛行機の中でまずひらがなとカタカナを覚えた」とのこと。福井県福井市の私立北陸中学校・高等学校で英会話学校講師をしていた。
日本到着後、福井で駅前の交番の助けにより近隣の英会話学校を探し、警察官を通して履歴書を出して講師として採用された。福井での英語講師時代は「僕が生徒に日本語を教えてもらっていた」という。その縁で、福井県のブランド大使を務める。
演劇畑出身でアマチュアの演出家であった父の影響で役者を志し、アマチュア劇団「シベリア寒気団」（現・百年イラチカ）にて活動していた。役者になる夢を果たすために上京。無名の頃アルバイトで、通販カタログなどのモデルや、深夜の通販番組にも出演していた。

### パックンマックン結成
1997年お笑いコンビ「パックンマックン」を結成し、NHK『爆笑オンエアバトル』で頭角をあらわした。個人としては、NHK『英語でしゃべらナイト』で人気を博す。
2008年より、相模女子大学の客員教授に就任した。2012年10月には池上彰の推薦で東京工業大学のリベラルアーツセンターの非常勤講師に就任し「コミュニケーションと国際関係」について教鞭を取っている（なお、池上は同校の教授）。
2021年、翌2022年より放送を開始するBSJapanextの番組審議会委員に就任。
2023年4月より読売新聞の人生案内回答者を担当。

## 人物・エピソード
- 野球は地元のコロラド・ロッキーズと大学時代を過ごしたボストン・レッドソックスのファンである[18][19]。
- アメリカ民主党支持者である。また、日米安全保障条約と在日米軍が日本の平和に貢献していると主張している[20]。アメリカに住む警察官の弟はドナルド・トランプの支持者で、トランプが大統領に当選してから弟と政治の話ができなくなってしまったという[21]。
- 立川談志に生前、よくしてもらっていた。可愛いがられていたため番組などでも共演することが多かった[22]。
- 献血が好きで、都内の献血ルームで時折り献血している[23]。
- バイク好きで、スズキのバイクに乗っている。愛車はバンディッド1200。インタビューによると、バイク選びのポイントは「運転し易さ」、「低コスト」、「頑丈さ」であるとのこと[24]。
- 自分の出身学部である比較宗教学部を「社会ではなかなか役に立たない」と言い「進路に迷った」と述懐している[22]。その一方で、「お金のためだけに好きでもない投資銀行に就職するみたいなのが、一番格好悪いと思っていました。それで、専攻したのは比較宗教学」とも述べている[3]。
- 高IQ集団メンサのアメリカ会員だった[25]。
- 日本テレビのバラエティー番組『ネプ&イモトの世界番付』で、「ラーメンは中国で生まれ、日本で育ち、アメリカで死んだ」と発言したことが後に中国のメディアで取り上げられていた[26]。
- ヘルシアコーヒーのCMキャラクターに起用された際、「特技はダイエット、趣味は暴飲暴食だ」と話した[27]。
- 日本の安全保障問題について「個人の見解」を主張することに意欲的ではないが、日本の立法、司法、選挙制度については問題点を指摘している[28]。
- 2022年9月4日のテレビ朝日「ビートたけしのTVタックル」に出演し、「暗殺したのは統一教会の人間じゃなくて、反統一教会の人間です。我々がここで統一教会を叩きっぱなしにしているのは、逆に犯人が喜んでいるじゃないですか」と述べ、「僕は正直、統一教会問題はもういいんじゃないかなって思うんですよ」と発言した。[29]。
- 日本の治安の良さ、日本人の正直さに感銘している。「外国から友人が訪ねてきて”せっかく日本に来たのだから、日本ならではの貴重な体験をしたい。金ならいくらでも持っている”とお願いされると”ではその財布を道路に落としておけ。3日後に無傷で戻ってくる奇跡を体験できるだろう”」と言っている。
- 大学では桁違いの金持ちが近くにいた。その人物達は経済的に裕福な家庭で育ち、そのままウォール街や世界規模のコンサルタント会社などで週80時間から100時間ほど働いているが、パックンはそのような生き方をみて「楽しそうにみえない」と話している。パックンは「朝起きて、今日の仕事楽しそうと思える働き方がしたい」「そのために節約を身につけて、お金を増やす育てる方法も覚えた」と話している[30]。
- 明日の食事にも困るというほどではないが、「相対的貧困家庭だった」という中高生時代や、その後の自身の突破力について質問された歳には「いや、貧乏で苦労もしたけど、キラキラはしてましたよ。どんなにつらいとき、大変なときでも、与えられた境遇のなかで、いつも自分のベストを尽くしてきたから。」「僕はある意味、恵まれていたんですよ。確かに子どもの頃は貧乏で悔しい思いもしたのですが、僕にはくじけない強さがありました。持って生まれた楽天的な性格もあるかもしれません。新聞配達でも何でも『やめたら終わりだ』と思っていたんです。継続することが自信につながり、自信が挑戦につながり、今も好循環が続いています。そうしてこられた最大の理由は、やはり無条件に愛してくれる母がいたから。また、家族や友だち、マックンをはじめ多くの人に支えられました。だから、今はその恩恵をどう社会に還元できるかを考えています」と話した[31]。

## 出演

### テレビ番組
報道・情報・ワイドショー番組
| 期間          | 期間          | 番組名                                                                            | 役職                                         |
| ------------- | ------------- | --------------------------------------------------------------------------------- | -------------------------------------------- |
| 2003年4月     | 2015年3月     | NHK海外ネットワーク（NHK総合テレビ・NHKワールド・プレミアム）                     | 不定期出演                                   |
| 2005年4月     | 2014年3月     | みのもんたの朝ズバッ!→朝ズバッ!（TBSテレビ）                                      | 金曜日コメンテーター                         |
| 2005年4月     | 現在          | がっちりマンデー!!（TBSテレビ）                                                   | 同番組シリーズでのゲストコメンテーター       |
| 2006年7月31日 | 現在          | 情報ライブ ミヤネ屋（読売テレビ・日本テレビ系）                                   | パネリスト出演                               |
| 2007年10月5日 | 2009年3月27日 | おもいッきりイイ!!テレビ（日本テレビ系）                                          | 金曜日レギュラー出演                         |
| 2010年10月    | 2011年9月     | 7スタBratch!（テレビ東京）                                                        | メインMC                                     |
| 2010年10月    | 2017年9月     | いま世界は（BS朝日）                                                              | コメンテーター                               |
| 2011年10月    | 2014年3月     | 7スタライブ（テレビ東京）                                                         | MC                                           |
| 2014年4月     | 2021年3月     | モーニングCROSS（TOKYO MX）                                                       | 不定期出演および代打MC                       |
| 2015年4月     | 2021年3月     | これでわかった! 世界のいま（NHK総合テレビ）                                       | 不定期出演                                   |
| 2015年4月     | 2019年3月     | Doki Doki! ワールドTV→Doki Doki! NHKワールド JAPAN（NHK総合テレビ）               | レギュラー出演                               |
| 2015年10月    | 2018年9月     | 外国人記者は見た!日本inザ・ワールド→外国人記者は見た+日本inザ・ワールド（BS-TBS） | 司会                                         |
| 2016年4月     | 2016年9月     | あさチャン!（TBSテレビ）                                                          | コメンテーター                               |
| 2016年4月     | 2017年3月     | スポーツ データ・コロシアム（NHK BS1）                                            | レギュラーゲスト出演                         |
| 2018年4月8日  | 2019年3月31日 | 報道プライムサンデー（フジテレビ）                                                | ファシリテーター                             |
| 2018年4月     | 現在          | ザウルス!今夜も掘らナイト（NHK福井放送局）                                        | 司会                                         |
| 2018年10月    | 現在          | ニュースモーニングサテライト（テレビ東京）                                        | 金曜日コーナー『パックンの眼』レギュラー出演 |
| 2018年10月    | 現在          | 報道1930（BS-TBS）                                                                | 金曜日コメンテーター                         |
| 2019年10月    | 2024年3月     | Live News イット!（フジテレビ）                                                   | 不定期コメンテーター                         |
| 2021年4月     | 2022年3月     | ニュース地球まるわかり（NHK総合テレビ）                                           | 不定期出演                                   |
| 2022年12月    | 現在          | 羽鳥慎一モーニングショー（テレビ朝日）                                            | 不定期コメンテーター                         |
| 2023年3月     | 2025年3月     | めざまし8（フジテレビ）                                                           | 不定期コメンテーター                         |
| 2024年4月1日  | 現在          | Live News イット!（フジテレビ）                                                   | 月・水・木曜日スペシャルキャスター           |

バラエティ・教養・音楽・スポーツ・経済・ドキュメンタリー番組・その他
- はじめよう英会話 松本茂の新・スタンダード40（NHK教育テレビ）
- 英語でしゃべらナイト → 実践!しゃべらナイト（NHK総合テレビ → NHK Eテレ）
- 資格☆はばたく（NHK Eテレ）
- テレビで基礎英語（NHK Eテレ）
- 第57回NHK紅白歌合戦（2006年、NHK） - 応援ゲスト（『英語でしゃべらナイト』出演者）
- BSベストスポーツ （NHK BS1） - 不定期ゲスト
- みんなでニホンGO!（NHK総合テレビ・NHK BS2）
- 歌うコンシェルジュ（2011年4月7日、NHK総合テレビ）
- オトナの社会見学「あなたの知らない東京駅」(2015年2月5日、NHK BSプレミアム)
- 号外!!爆笑大問題（日本テレビ）
- 第28回全国高等学校クイズ選手権（2008年、日本テレビ）
- ネプ&イモトの世界番付（日本テレビ系） - レギュラー
- タカトシのクイズ!サバイバル（2012年12月26日、日本テレビ）
- MLB主義 MLB-izm（TBSテレビ）
- 世界バレーTV Val!（2006年、TBSテレビ）
- いのちの響（2006年、TBSテレビ）
- ド短期ツメコミ教育!豪腕!コーチング!!〜芸能界卓球頂上決戦!!〜（2008年2月21日、テレビ東京）
- 日曜ビッグバラエティ「池上彰の世界を見に行く2」「池上彰の世界を見に行く3」（2011年2月6日・4月3日、テレビ東京）
- 池上彰の緊急スペシャル 世界が驚いたビン・ラディン殺害日本人がわからない何故に答える（2011年5月15日、テレビ東京） - 宮崎美子とコメンテーター
- 宇宙ニュース・スペシャル（テレビ東京）
- クイズ!ヘキサゴン2（フジテレビ）
- 2007年ツール・ド・フランス（フジテレビ）
- ゲームセンターCX（フジテレビ721） - 番組プロモーション英語版DVD "Retro Game Master" ナレーション 「カンヌ映画祭」で使用
- 談志・陳平の言いたい放だい（TOKYO MX）
- 怪しい伝説（ディスカバリーチャンネル） - ナレーション
- テレコンワールド - 山川牧と出ていた日本制作部分に出演、番組内では「パットくん」と呼ばれていた
- 未来世紀ジパング〜沸騰現場の経済学〜（テレビ東京） - 準レギュラー
- パックン＆河北麻友子のあつまれ!VRフレンズ（2017年1月6日 - 3月24日、TOKYO MX1）
  - パックン・河北麻友子・池澤あやか VRフレンズ2（2017年10月13日 - 12月30日、TOKYO MX1）
- 日経カレッジ・ラボ（日経CNBC） - レギュラー（所長）
- エネ塾（2017年4月1日 - 、静岡朝日テレビ） - レギュラー
- クイズ!パックントラベル 北陸新幹線沿線でニッポンの魅力再発見の大満喫ツアー（2024年3月20日、テレビ東京）
- Dining with the Chef - Rika's TOKYO CUISINE（NHKワールドTV） - レギュラー
- YOUは何しに日本へ?（テレビ東京） - コーナーナレーター
- ザ・シネマ流 レコメン道場（2022年4月2日 - 、ザ・シネマ） - レギュラー。大家志津香とMC
- THE突破ファイル（日本テレビ） - 再現VTR内「出動!アメリカンポリス」不定期出演
- アベマPrime（AbemaTV:ABEMAnews） - コメンテーターレギュラー
- マネーのまなび（2024年10月7日 - 、BSテレ東/BSテレ東4K）- MC（武藤十夢と）。[34]

### テレビドラマ
- 世にも奇妙な物語 聖夜の特別編 「主婦さち子の秘かな愉しみ」（1996年、フジテレビ） - リチャード・ドンファン 役
- バカヤロー!1999 ニッポン人の怒り爆裂 ストレス解消3連発「セクハラでから騒ぎするな!」（1999年9月26日、日本テレビ）
- ウルトラマンガイア 第33話（1999年、TBSテレビ） - G.U.A.R.D.アメリカ隊員 役
- 愛の流刑地（2007年、日本テレビ） - ビジネスマン 役
- 大好き!五つ子Go!!・2008（TBSテレビ） - マイケル・ロビンソン 役
- 真実の手記 BC級戦犯 加藤哲太郎「私は貝になりたい」（日本テレビ） - エドワーズ 役
- 龍馬伝（2010年、NHK大河ドラマ） - アーネスト・サトウ 役
- 土曜ドラマスペシャル・蝶々さん（NHK総合テレビ） - セイヤー軍医 役
- 土曜ドラマJ（NHK総合テレビ）
  - 太陽の罠（2013年11月 - 12月） - アレックス・セザキ 役
  - トットてれび 第2話（2016年5月7日） - E・H・エリック 役
- スペシャルドラマ・経世済民の男 第三部『鬼と呼ばれた男〜松永安左エ門』（2015年9月19日、NHK名古屋放送局） - ロームス 役
- NHKスペシャル「私が愛する日本人へ〜ドナルド・キーン 文豪との70年〜」（2015年10月10日、NHK総合テレビ） - ドナルド・キーンの同僚 役 ※ドラマ部分
- 大貧乏（2017年、フジテレビ） - ミスターバレンタイン 役
- ひよっこ（2017年、NHK連続テレビ小説） - 武道館MC[注 1] 役（声のみの出演）
- 歴史秘話ヒストリア「家康　大航海時代に出会う！　イギリスの侍　按針の大冒険」（2018年4月18日、NHK総合テレビ） - 三浦按針 役
- 警視庁・捜査一課長（2019年4月21日、テレビ朝日） - オリバー・スミス 役
- IDATEN（2020年5月2日 - 5月4日、NHKワールドTV） - ナレーション[35]
- 日本沈没-希望のひと- 第7話（2021年11月28日、TBSテレビ） - ロバート・クロフォード 役

### 映画
- ブリスター!（2000年） - ガンダーク 役
- リターナー（2002年） - ニュースキャスター 役　※PATRICK名義
- TAIZO〜戦場カメラマン・一ノ瀬泰造の真実〜（2003年） - 英語ナレーション
- ZOO「SEVEN ROOMS」（2005年）
- ダーリンは外国人（2010年） - ポール 役
- 翔んで埼玉（2019年2月22日、東映） - 声の出演
- 霧が晴れるとき（2020年12月25日） - 英語ナレーション

### オリジナルビデオ
- スキャンダラス（TMC） - ジェフ・リー・ハンダー 役

### テレビアニメ
- 魔人探偵脳噛ネウロ（2008年） - デイビット・ライス 役
- サザエさん（2018年） - マイケル 役

### 劇場アニメ
- ドラえもん のび太の南海大冒険（1998年） - 海賊D 役
- 名探偵コナン 異次元の狙撃手（2014年） - ジャック・ウォルツ 役[36]、英語監修

### ラジオ
- デイリーフライヤー（JFN） - タイトルコールのみ
- 吉田照美 飛べ!サルバドール（文化放送） - 火曜サルバトラー
- Happy!!福井に来とっけの〜（2024年4月29日 - 、FBCラジオ・ラジオ日本、月1回）

過去の出演
- サタデー大人天国! 宮川賢のパカパカ行進曲!!（TBSラジオ） - 合否判定のコールのみ
- 基礎英語3（NHKラジオ第2） - レギュラーゲスト（1998年度 - 2001年度）
- やまだひさしのラジアンリミテッド (エフエム東京) -オープニングのナレーションとJFN系列各局のコールのみ
- 大沢悠里のゆうゆうワイド（TBSラジオ）
  - 「ニッポン・パックン見聞録」（木曜日、2001年10月 - 2010年9月）
  - 「パックンのトモダチ・ニュース」（木曜日、2012年1月 - 2016年4月）
- Jam the WORLD（2002年1月11日 - 2005年3月、J-WAVE） - 金曜日
- time slip 80's（TBSラジオ）
- 日曜喫茶室（NHK-FM）
- ズーム そこまで言うか!（2013年7月20日、ニッポン放送） - 当時番組を半年間休んでた辛坊治郎の代理として出演
- 全国こども電話相談室（TBSラジオ）
- しあわせになるラジオ（2017年4月24日 - 2024年3月25日、FBCラジオ・ラジオ日本、月1回）

### 舞台
- マヌエラ（2023年1月、東京建物 Brillia HALL/森ノ宮ピロティホール/北九州芸術劇場大ホール） - パスコラ 役

### ネット
- パックンの心ゆさぶる1億人の投稿（ホウドウキョク）
- ABEMA Prime（AbemaTV AbemaNewsチャンネル） - アンカーキャスター

### ゲーム
- ガメラ2000（1997年4月25日、ヴァージンインタラクティブエンターテインメント） - Jack Morton 役
- ファイヤープロレスリングG（1999年6月24日、ヒューマン） - 外国人レスラー 役
- チェイス・ザ・エクスプレス（2000年1月27日、ソニー・コンピュータエンタテインメント） - ライブアクション担当
- バイオハザード ガンサバイバー（2000年1月27日、カプコン） - アーク・トンプソン 役（主人公）
- US Shenmue（2001年7月5日、セガ・エンタープライゼス） - Dick Philip 役
- 鉄騎（2002年9月12日、カプコン） - 教官ボブ・ナウマン大尉 役

### CD
- The Intergalactic Collection 〜ギャラコレ〜（m-flo） - インタールードのナレーション
- Astromantic（m-flo） - インタールードのナレーション

### CM
- 三菱自動車 「アウトランダーPHEV」
- 花王 「ヘルシアコーヒー」（2013年4月 - ）
- 久光製薬 「のびのびサロンシップ」
- フォード「フェスティバミニワゴン」
- 日清食品 「極盛りやきそば」
- ホンダ「ステップワゴン」 - ナレーション
- グラクソ・スミスクライン 「アクアフレッシュ」 - ナレーション
- 東洋水産 「マルちゃん赤いきつねと緑のたぬき」（2015年）[37]
- SMBC信託銀行「外貨といえば、プレスティア」
- フォーラムエイト
  - 「スイートシリーズ」（2020年7月 - ）[38]
  - ゲームプログラミングPC・スイート会計・安全運転シミュレータ・UC-win/Road（2020年10月 - ）[39]
  - F8VPS（FORUM8バーチャルプラットフォームシステム）・スイート法人会計モバイルPC（2021年6月 - ）[40]
  - UC-win/Road・Shade3D・F8VPS（FORUM8バーチャルプラットフォームシステム）・FORUM8（2022年2月 - ）[41]
- クボタ 「クボタが描く未来コンセプトトラクタ」（2021年3月 - ）
- 一正蒲鉾 「おいしさを未来へ SDGs篇」（2021年4月 - ）- 企業広告[42]

### 連載
- ニューズウィーク日本版「パックンのちょっとマジメな話」（CCCメディアハウス）
- 毎日小学生新聞「Are you a 国際人?」（毎日新聞社）
- ジュニアエラ「パックンの英語deサバイバル」（朝日新聞出版）

### その他
- ウソコイ（フジテレビ） - 通訳（スタッフ）として参加
- 日本航空の国際線・国内線用機内エンターテイメント「Jポップ・ナウ」プレゼンター（ - 2008年7月）
- K-1 - リング・アナウンサー
- 英語学習教材ハッピープリンス初級教室（アカデミー出版）
- 世界体操選手権 1995年鯖江大会　- イベントFM DJ
- 基礎英語 American Adventure Story コースケの大脱走（NHK出版） - 付属CDナレーション
- リトル・チャロ2（NHK） - 英語脚本執筆
- をちこちMagazine東日本大震災での被災者へのメッセージ - 日本文化と日本語についてのインタビュー
- 天才てれびくんYOU（NHK） - すべるーかす 役（声のみの出演）
- バビブベボディ（NHK Eテレ） - ナレーション[43]
- 令和7年国勢調査　パトリック・ハーランさんからのメッセージ（在日外国人のみなさま向け）（総務省統計局） - 令和7年国勢調査広報キャラクター[44]

## 書籍
- 爆笑問題・パックンの英語原論（2001年、メディアワークス、ISBN 4840218307）
- 爆笑問題・パックンのニュースで英語を学ぶ本（2002年、幻冬舎、ISBN 434400258X）
- Pakkun's English Dictionary パックン辞書（2004年、学習研究社、ISBN 4054024254）
- 爆笑問題・パックンの読むだけで英語がわかる本（2005年、幻冬舎、ISBN 4344406893） ※上記「〜英語言論」の改題文庫版
- Pakkun's English Dictionary 2 パックン辞書2（2005年、学習研究社、ISBN 4054029078）
- パックンの英語絵本「トゥースフェアリーの大冒険」（2006年、小学館、ISBN 4097261614）
- パックンの中吊り英作文（2006年、朝日出版社、ISBN 4255003726）
- Let's talk business!「何とぞよしなに」って、英語で言えますか？（2012年、NHK出版、ISBN 4140351039）
- パックンのAre you a 国際人？（2013年3月23日、毎日新聞社、ISBN 978-4620321967）
- ツカむ!話術（2014年4月10日、角川書店、ISBN 978-4041107065）
- 大統領の演説（2016年7月11日、角川書店、ISBN 978-4040820569）
- パックンの「伝え方・話し方」の教科書 世界に通じる子を育てる（2017年5月26日、大和書房、ISBN 978-4479783909）
- 無理なく貯めて賢く増やす パックン式 お金の育て方（2022年11月18日、朝日新聞出版、ISBN 978-4023322714）